# Oh, Pretty Woman
"Oh, Pretty Woman" là ca khúc được phát hành vào tháng 8 năm 1964 của Roy Orbison. Ca khúc được viết bởi Roy Orbison, Bill Dees và được thu âm bởi Monument Records tại Nashville, Tennessee. Tại Billboard Hot 100, "Oh, Pretty Woman" cũng có được 3 tuần ở vị trí quán quân, đây cũng là đĩa đơn thứ ba của Orbison lập được thành tích này. Billy Sanford, Jerry Kennedy và Wayne Moss là những người chơi guitar trong ca khúc. Don Williams là người giới thiệu Sanford cho Orbison khi họ vừa đặt chân tới Nashville.
Cho dù được phát hành vào năm 1964, The Beatles cho rằng ca khúc này thực tế đã được viết từ giữa năm 1963 khi Orbison cùng họ thực hiện những chuyến đi tour cùng nhau.
5 năm sau khi phát hành, "Oh, Pretty Woman" đạt chứng chỉ Vàng của RIAA. Cũng với ca khúc này, Orbison đã giành giải Grammy cho Giọng Pop nam xuất sắc nhất vào năm 1991 khi phần trình diễn trực tiếp của ông được phát trong chương trình đặc biệt Roy Orbison and Friends, A Black and White Night của đài HBO. Ca khúc này cũng có tên trong Grammy Hall of Fame Award và danh sách "500 bài hát Rock and Roll" của Đại sảnh Danh vọng Rock and Roll. Năm 2004, tạp chí Rolling Stone xếp "Oh, Pretty Woman" ở vị trí số 222 trong danh sách 500 bài hát vĩ đại nhất.